# (29391) Knight
(29391) Knight (1996 MB) – planetoida z pasa głównego asteroid okrążająca Słońce w ciągu 4,34 lat w średniej odległości 2,66 j.a. Odkryta 17 czerwca 1996 roku.